# Sociedade Brasileira de Física
A Sociedade Brasileira de Física (SBF) é uma associação civil sem fins lucrativos constituída por físicos e professores de física do Brasil e associada à Sociedade Brasileira para o Progresso da Ciência (SBPC). A SBF tem como missões promover o avanço e a divulgação dos conhecimentos em Física,  zelar pela liberdade de ensino, de pesquisa e pelos interesses e direitos dos físicos e professores de Física, contribuir com as iniciativas e políticas públicas que visem estimular a melhor formação, aproveitamento e distribuição de professores e pesquisadores de Física necessários para o desenvolvimento do País.  

## História e atividades
A SBF foi fundada em 14 de julho de 1966.. O ato de fundação ocorreu durante o XVIII Encontro Anual da SBPC em Blumenau (SC) e foi conduzido pelo Prof. José Goldemberg, o então Secretário da Comissão de Física do Encontro da SBPC.  Seu primeiro presidente foi Oscar Sala. A SBF é sediada na cidade de São Paulo. 
Desde sua fundação, a SBF tem organizado eventos nacionais em todas as áreas da física com regularidade anual ou bianual. A SBF publica três periódicos especializados:
Brazilian Journal of Physics (desde 1971),
Revista Brasileira de Ensino de Física (desde 1979),
A Física na Escola (desde 2000),
além de um Boletim semanal, vários livros e estudos  sobre a história e evolução da Física no Brasil. De 1995 a 2006 a SBF publicou também a Revista de Física Aplicada e Instrumentação
Desde 2014, a SBF coordena o Mestrado Nacional Profissional em Ensino de Física (MNPEF), voltado para capacitar professores do ensino médio e fundamental em diversos polos distribuídos em todas as regiões do Brasil. 
A SBF organiza também a Olimpíada Brasileira de Física (OBF) e a Olimpíada Brasileira de Física nas Escolas Públicas (OBFEP), atividades que mobilizam anualmente cerca de 265.000 estudantes.

## Membros
A SBF possui mais de 5.000 membros, agrupados em 3 categorias: aspirantes (estudantes de graduação, membros regulares (bacharéis, licenciados, professores) e efetivos (portadores do diploma de doutorado). 

## Áreas
A SBF possui 12 comissões de áreas representativas dos interesses da comunidade de física. Os principais objetivos da divisão em áreas temáticas são fomentar o desenvolvimento de pesquisas e propor atividades relacionadas aos diferentes campos da Física, nacionalmente e em eventos temáticos. São elas:
Atômica & Molecular
Física Biológica
Física Estatística
Física na Indústria
Física Matemática 
Física da Matéria Condensada 
Física Médica Médica
Óptica e Fotônica
Pesquisa em Ensino de Física 
Física de Plasma
Física de Partículas e Campos
Física Nuclear

## Prêmios
Anualmente, a SBF concede 5 prêmios:
- Prêmio José Leite Lopes, de melhor tese de doutorado
- Prêmio Carolina Nemes, para físicas em início de carreira
- Prêmio Joaquim da Costa Ribeiro, para pesquisadores com reconhecida contribuição ao longo de sua carreira para a Física da Matéria   Condensada e de Materiais.
- Prêmio Ernesto Hamburger, de divulgação de Física
- Prêmio Anselmo Salles Paschoa, para pessoas negras que realizam pesquisa de excelência

## Presidentes
Ao longo de sua história, a Sociedade Brasileira de Física teve os seguintes presidentes:
- Oscar Sala (1966-1967)
- José Leite Lopes (1967-1969) e (1969-1971)
- Alceu G. Pinho Filho (1971-1973) e (1973-1975)
- José Goldemberg (1975-1977) e (1977-1979)
- Mario Schenberg (1979-1981)
- Herch Moysés Nussenzveig (1981-1983)
- Fernando de Souza Barros (1983-1985)
- Ramayana Gazzinelli (1985-1987)
- Gil da Costa Marques (1987-1989) e (1989-1991)
- Fernando Claudio Zawislak (1991-1993)
- Francisco Cesar Sá Barreto (1993-1995) e (1995-1997)
- Humberto Siqueira Brandi (1999-2001)
- José Roberto Leite (2001-2003)
- Adalberto Fazzio (2003-2005) e (2005-2007)
- Alaor Silvério Chaves (2007-2009)
- Celso Pinto de Melo (2009-2013)
- Ricardo Magnus Osório Galvão (2013-2015)
- Belita Koiller (2015-2017)
- Marcos Assunção Pimenta (2017-2019)
- Rogério Rosenfeld (2019-2021)
- Débora Peres Menezes (2021-2023)[6]